# Ammospermophilus nelsoni
Ammospermophilus nelsoni — вид гризунів з родини вивіркових (Sciuridae), що проживає в долині Сан-Хоакін у штаті Каліфорнія, США.

## Морфологічна характеристика
Білка антилопи Нельсона досягає довжини голови та тіла приблизно від 23 до 27 сантиметрів, довжини хвоста – від 6,6 до 7,8 сантиметрів і важить близько 150 грамів. Колір спини від жовтуватого до коричнево-піщаного, з обох боків тіла паралельно хребту проходить одна світла лінія. Черевна сторона від білого до кремового кольору. Хвіст піщано-сірий зверху і кремово-білий знизу.

## Середовище проживання
Середовище проживання складається з сухої рівнинної або хвилястої місцевості, з ухилами менше 10–14 градусів, на алювіальних і суглинних ґрунтах, ґрунтах із піщаною чи гравійною структурою або дрібнозернистих ґрунтах, які в сухому стані майже тверді як цегла. Вид мешкає на трав’янистих, рідкочагарникових ґрунтах (з чагарників — солянка, ефедра, пухирник, золотуха, змієлист та ін.); також трапляється в районах, де немає чагарників, де присутні гігантські кенгурові щури.

## Спосіб життя
Він всеїдний, живиться в основному зеленою рослинністю, насінням трав і різнотрав'я, комахами. Харчується комахами в сухий сезон, з середини квітня до грудня. Зелена рослинність важлива у період грудень — квітень. Зазвичай залишається під землею, коли температура повітря нижче 10°C. Невелика активність у жарку погоду, коли найбільш активна вранці та пізно вдень. Немає доказів сплячки чи занепаду, але повідомляється, що він стає жирним наприкінці весни та зникає в спекотні місяці.

## Життєвий цикл
Період розмноження збігається з появою зеленої рослинності. Молодняк народжується в березні, вперше їх бачать над землею приблизно в перший тиждень квітня, у цей час вони збирають їжу. Вагітність триває 26 днів. Один період розмноження на рік. Розмір виводку 6–12 (в середньому дев'ять). Може прожити п'ять з гаком років, хоча звичайна тривалість життя менше одного року.